# Епархия Давенпорта
Епархия Давенпорта (лат. Dioecesis Davenportensis) — епархия Римско-Католической церкви с центром в городе Давенпорт, США. Епархия Давенпорта входит в митрополию Дубьюка. Кафедральным собором епархии Давенпорта является Собор Святейшего Сердца Иисуса.

## История

Герб епархии Давенпорта

14 июня 1881 года Святой Престол учредил епархию Давенпорта, выделив её из епархии Дубьюка. 12 августа 1911 года епархия Давенпорта передала часть своей территории новой епархии Де-Мойна.

## Ординарии епархии
- епископ Джон Макмуллен[англ.] (14.06.1881 — 04.07.1883)
- епископ Генри Косгроув[англ.] (11.07.1884 — 22.12.1906)
- епископ Джеймс Джозеф Дэвис[англ.] (22.12.1906 — 02.12.1926)
- епископ Генри Патрик Ролман[англ.] (20.05.1927 — 08.09.1944) — назначен архиепископом Дубьюка
- епископ Ральф Лео Хейс[англ.] (16.11.1944 — 20.10.1966)
- епископ Джеральд Фрэнсис О’Киф[англ.] (20.10.1966 — 12.11.1993)
- епископ Эдвин Уильям Франклин (12.11.1993 — 12.10.2006)
- епископ Мартин Джон Амос[англ.] (12.10.2006 — 19.04.2017)
- епископ Томас Роберт Зинкула[англ.] (19.04.2017 — 26.07.2023) — назначен архиепископом Дубьюка
- епископ Деннис Джерард Уолш[англ.] (с 25.06.2024)

## Источник
- Annuario Pontificio, Libreria Editrice Vaticana, Città del Vaticano, 2003, ISBN 88-209-7422-3